# Rui Teles de Meneses
Rui Teles de Meneses (? - 13 de Outubro de 1528) foi 5.° Senhor de Unhão, Mordomo-mor da Rainha D. Maria de Aragão e Castela, Rainha de Portugal, mulher do rei D. Manuel I de Portugal, Governador e Mordomo-Mor da Casa da Infanta D. Isabel de Portugal, imperatriz da Alemanha, filha de D. Manuel I,  Mordomo-Mor da Rainha D. Leonor de Áustria, Rainha de Portugal e de França, 3.ª mulher do mesmo Rei. Rui Teles de Meneses morreu numa terça-feira, dia 13 de Outubro de 1528. 
Era filho de Fernão Teles de Meneses, 4º senhor de Unhão, e D. Maria de Vilhena.
Casou com D. Guiomar de Noronha, Senhora de Unhão pelo casamento que ainda vivia em 28 de Fevereiro de 1519 e de quem teve: 
1. Fernão Teles de Meneses (? - Mazagão),
2. Aires Teles de Meneses (c. 1480 -?) casou com D. Inês de Noronha,
3. Manuel Teles de Meneses (1500 -?), 6º senhor de Unhão casou com D. Margarida de Vilhena,
4. Brás Teles de Meneses (1485 -?), alcaide-mór de Moura casou com Catarina de Brito,
5. André Teles de Meneses (c. 1485 -?), alcaide-mór da Covilhã casou com Branca Coutinho,
6. António Teles de Meneses, governador do Brasil,
7. Brites de Vilhena de Menezes (c. 1480 - 1515) casou com D. Francisco de Paula de Portugal e Castro, 1º conde de Vimioso,
8. Maria de Noronha (c. 1480 -?) casou com Francisco da Silva, 4º senhor da Chamusca e Ulme,
9. Teresa de Noronha (c. 1500 -?) casou com Luís Portocarrero, 2. conde de Palma del Río